# Spanish HC
Spanish HC es un casete recopilatorio de punk y hardcore punk español publicado en octubre de 1984 por el sello estadounidense BCT Tapes («Bad Compilation Tapes»), de San Diego, California, conocida especialmente por su divulgación del hardcore italiano. La cinta (de referencia BCT #22), gracias a su circulación en el underground internacional, ayudó un poco a dar a conocer el punk español, hasta entonces prácticamente ignorado, fuera de las fronteras de España.

## Grupos incluidos
Los seis grupos incluidos son los andaluces MG-15 (en realidad, las grabaciones corresponden a la época en la que aún se denominaban Slips & Sperma), los zaragozanos IV Reich, los vascos RIP y los barceloneses Frenopaticss, Anti/Dogmatikss y Último Resorte. 
Exceptuando parte del material de MG-15 y el tema de IV Reich, que ya habían sido publicados en sendas maquetas, la música contenida en el casete era estrictamente inédita y en muchos casos no se ha publicado hasta el presente (2008) en ningún otro formato.
Parte de las canciones de MG-15 pertenecen, como se ha dicho, a un casete ya publicado antes, Ellos tienen el poder (publicado aún bajo el nombre Slips & Sperma en 1983), mientras que otros proceden de una grabación distinta, de local o bien en vivo. El tema de IV Reich, sin título en la cinta original, procede de la primera maqueta del grupo, de 1984. De RIP se incluye un concierto grabado en Lequeitio el 26 de mayo de 1984, con buena calidad de sonido. Las siete canciones de Frenopaticss corresponden a una de las tomas de la única sesión de grabación realizada por este grupo (en la primavera o verano de 1981) y esta cinta constituye (a fecha de 2008) la única fuente a la que acudir para escuchar la obra de este grupo barcelonés oscuro y legendario. De los también barceloneses Anti/Dogmatikss se incluye una maqueta (grabada en 1984) anterior a la primera publicación del grupo (Rompan filas!, de noviembre de 1984) y que no fue recogida en la recopilación de Tralla Records de 1999. De Último Resorte se recoge, en fin, uno de los conciertos en la sala Zeleste en los que telonearon a MDC; la misma grabación fue recuperada en el recopilatorio de Último Resorte Qué difícil es ser punk.

### Lista de canciones
1. Adiós amor
2. Te quiero
3. Love of My Life
4. Bohemian Rhapsody
5. We Are the Champions
6. Resistiré
7. Por debajo de la mesa
8. No bailes sola
9. Yesterday
10. Crazy Little Thing Called Love